# 미요시시 (아이치현)
미요시시(일본어: みよし市)는 일본 아이치현의 니시미카와 지역에 있는 시이다.
2005년 국세조사에서 인구가 56,252명으로 시 승격 요건을 충족했기 때문에 2010년 1월 4일에 시로 승격해 히라가나로 "미요시시"(みよし市)가 되었다. 소방·쓰레기 처리 등은 닛신시·도고정의 오와리 동부 광역 행정권에서 처리하고 있다. 토요타 자동차의 공장이 입지해 재정은 비교적 넉넉하다.

## 지리
아이치현의 거의 중앙에 위치해 자연이 많이 남아 있다. 나고야시와도 가깝다. 대부분이 평지이지만 북부에는 산림이 많다. 그 북부인 미요시 언덕이나 구로자사 근처는 급속히 택지화가 진행되고 있다. 시내에는 큰 연못이 두 개 있다. 미요시 연못은 중앙부에 위치하며 현지 중학교나 고등학교 등이 카누 등으로 사용하고 있을 만큼 매우 큰 연못이다. 또 야스다 연못에서는 2004년 7월에 제6회 카누 폴로 세계 선수권 대회가 개최되었다.
주된 하천은 도고정과의 경계를 따라서 남북으로 흐르는 2급 하천인 사카이강이다. 시내 최고 지점은 147.62m이고 최저 지점은 16.90m이다.

## 인접하는 자치체
- 도요타시
- 닛신시
- 아이치군 도고정
- 가리야시

## 역사
- 1889년 10월 1일 - 정촌제 시행으로 미요시촌, 아자부촌, 메이에쓰촌이 탄생하였다.
- 1906년 7월 1일 - 미요시촌·아자부촌·메이에쓰촌이 합병해 미요시촌이 되었다.
- 1958년 4월 1일 - 정으로 승격해 미요시정(三好町)이 되었다.
- 2002년 12월 24일 - 인구가 5만 명을 돌파하였다.
- 2003년 8월 5일 - 도요타-카모 합병 협의회에서 이탈하였다.
- 2010년 1월 4일 - 미요시정(みよし町)으로 개칭함과 동시에 시로 승격해 미요시시가 되었다(동시에 니시카모군이 소멸).

## 교통

### 철도
- 나고야 철도 도요타선

### 도로
- 도메이 고속도로
- 국도 제153호선

## 인구
| 연도 | 인구   | ±%      |
| ---- | ------ | ------- |
| 1940 | 6,833  | —       |
| 1950 | 9,372  | +37.2%  |
| 1960 | 9,161  | −2.3%   |
| 1970 | 19,734 | +115.4% |
| 1980 | 28,522 | +44.5%  |
| 1990 | 32,241 | +13.0%  |
| 2000 | 47,684 | +47.9%  |
| 2010 | 60,099 | +26.0%  |